# Shinji Morisue
Shinji Morisue (Okayama, Japón, 22 de mayo de 1957) es un gimnasta artístico japonés, especialista en la prueba de barra fija o barra horizontal, con la que ha logrado ser campeón olímpico en 1984.

## 1983
En el Mundial de Budapest 1983 gana el bronce en el concurso por equipos, tras China (oro) y la Unión Soviética (plata).

## 1984
En los JJ. OO. de Los Ángeles consigue tres medallas, una de cada metal: oro en barra fija, plata en salto de potro —tras el chino Lou Yun, y bronce en el concurso por equipos, tras Estados Unidos y China, siendo sus compañeros: Kyoji Yamawaki, Koji Gushiken, Nobuyuki Kajitani, Noritoshi Hirata y Koji Sotomura.